# Gare de Mukainada
La gare de Mukainada (向洋駅, Mukainada-eki) est une gare ferroviaire du bourg de Fuchū, dans la préfecture d'Hiroshima au Japon. La gare est exploitée par la compagnie JR West.

## Situation ferroviaire
La gare de Mukainada est située au point kilométrique (PK) 300,6 de la ligne principale Sanyō.

## Historique
La gare de Mukainada a été inaugurée le 1er août 1920.

## Service des voyageurs

### Accueil
La gare dispose d'un bâtiment voyageurs, avec guichets, ouvert tous les jours.

### Desserte
- Ligne principale Sanyō :
  - voie 1 : direction Hiroshima et Iwakuni
  - voie 4 : direction Saijō et Mihara
- Ligne Kure :
  - voie 4 : direction Kure et Hiro